# ريتشارد جريمسديل
ريتشارد لورانس جريمسديل (بالإنجليزية: Richard Grimsdale)‏ (18 سبتمبر 1929 – 6 ديسمبر 2005) مهندس كهربائي بريطاني ومن رواد الكمبيوتر الذين ساهموا في تصميم دوائر الترانزستور الخاصة بالكمبيوتر.

## نشأته
ولد ريتشارد جريمسديل في 18 سبتمبر عام 1929 في أستراليا، حيث كان والده مهندس بريطاني يعمل على بناء نظام السكك الحديدية في شركة (Metropolitan-Vickers)، ثم عادت الأسرة إلى إنجلترا، درس ريتشارد  في مانشستر، ثم درس الهندسة الكهربائية في جامعة مانشستر، وحصل على بكالوريوس العلوم، ثم حصل على ماجستير في العلوم عام 1951، وكانت رسالة الماسجتير حول «حوسبة الآلات - تصميم برمجيات الاختبار» ثم حصل على الدكتوراه عن «الكمبيوتر الرقمي» تحت إشراف فريدريك وليامز.

## حياته المهنية
في عام 1953، بينما كان ريتشارد جريمسديل لا يزال معيدًا في جامعة مانشستر، قام بتصميم أشهر أعماله، وهو تصميم وتطوير (Metrovick 950)، والذي يعد جهاز الكمبيوتر الأول في العالم المصنوع من الترانزستور بدلاً من الصمامات المُفرَّغة أو الأجهزة الكهربائية، وكان هذا الجهاز يستخدم الجيل الأول من الترانزستورات الذي يُسمى (point-contact transistors)، وبعد ذلك تم تطوير الجهاز واستخدام ترانزستورات متقدمة تقدم أداء أفضل.
كما عمل جريمسديل على جهاز كمبيوتر فيرانتي مارك أي، التطوير التجاري لكمبيوتر مانشستر مارك 1، كما صمم ذاكرة للقراءة فقط (100 نانوثانية) لكمبيوتر أطلس. ظل جريمسديل في جامعة مانشستر حتى عام 1960، ثم بدأ العمل في الشركة البريطانية للصناعات الكهربائية (AEI) كمهندس باحث في الشركة، وفي عام 1967 غادر AEI وعمل محاضرًا في كلية الهندسة الكهربائية في جامعة ساسكس، قام بعدة أبحاث في جامعة ساسكس عن رسومات الحاسوب، ونظم شبكات الحاسوب، ورقائق دوائر التكامل الفائق (VLSI) لتوليد الصور ثلاثية الأبعاد.
توفى جريمسديل بسكتة قلبية في منزله في مدينة برايتون في 6 ديسمبر 2005.